# Parmoptile à front rouge
Parmoptila rubrifrons
Espèce
Statut de conservation UICN

 NT  : Quasi menacé
Le Parmoptile à front rouge (Parmoptila rubrifrons) est une espèce de passereaux appartenant à la famille des Estrildidae.

## Répartition et habitat
Son aire s'étend à travers la forêt haute-guinéenne.